# Siri Holm
Sigrid (Siri) Holm född 12 maj 1870 i Luleå, död 19 mars 1960 i Luleå, var en svensk ämneslärare och politiker. Hon blev 1910 den första kvinna som valdes in i Luleå stadsfullmäktige och blev samtidigt den sjätte kvinnan i en kommunstyrelse i Sverige. 

## Biografi
Siri Holm var dotter till läroverksadjunkten och lokalpolitikern O. M. Holm i Luleå och Emma Holm, född Hammarén. Hon tog examen vid Kungliga högre lärarinneseminariet i Stockholm 1891 och undervisade sedan vid flickläroverket i Luleå fram till sin pension 1930. Hon grundade Luleå Kvinnliga Nykterhetsförening (LKN) 1902 och var dess ordförande fram till 1953 (långt efter att den uppgick i Vita Bandet 1913). Holm gjorde sig också känd som engagerad föreläsare inom frågor som djurskydd, mission, fred och kvinnlig rösträtt. 
Hon var verksam i kampanjen för införandet av kvinnlig rösträtt i Sverige som medlem i Föreningen för kvinnans politiska rösträtt i Luleå. Hon blev den första kvinna som använde sig av sin kommunala rösträtt i Luleå under valet 1903–1904. Efter att båda könen blev valbara 1909, nominerades Holm med stöd från båda stadens stora partier, den förenade vänstern och den borgerliga reformrörelsen, och valdes in med röstsiffrorna 11971. Hon satt i fullmäktige 1910–1919.

## Eftermäle
År 2016 beslutade Luleå kommun att namnge centrala cykelbroar över Lulsundskanalen efter lokala rösträttskvinnor, och Siri Holm är en av dem som hedrats på detta sätt.